# Marco Foscarini

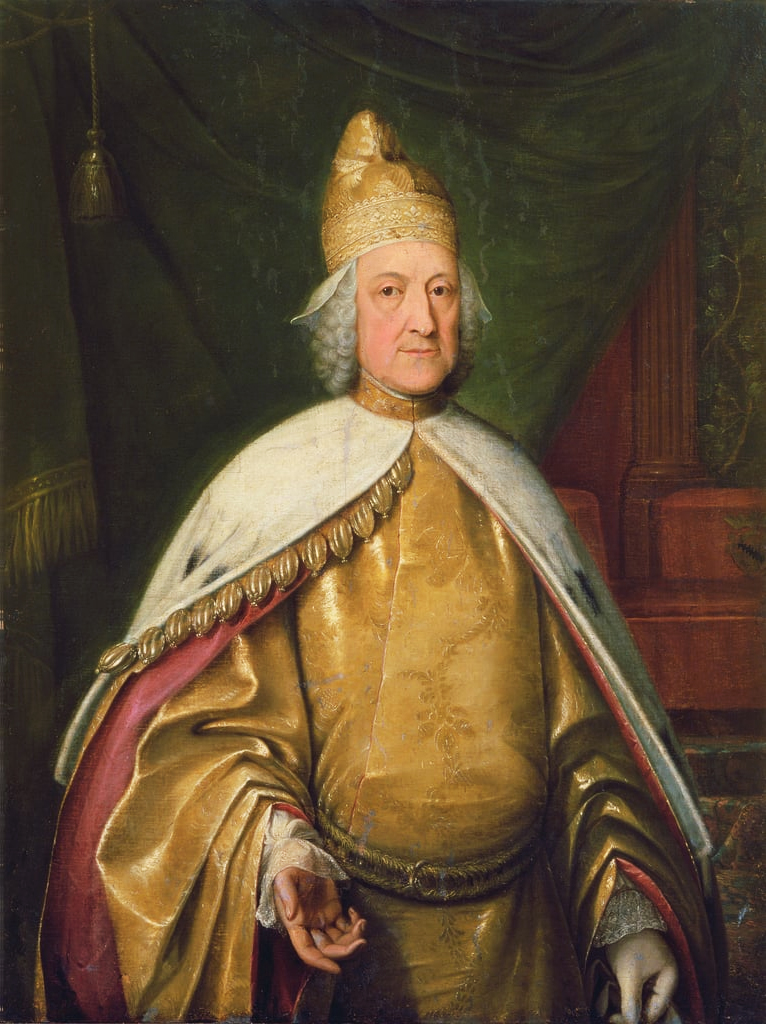
Nazario Nazarini (1725 bis nach 1793): Marco Foscarini, 1763, Öl auf Leinwand, 126 mal 94 cm, Museo Correr, Venedig

Marco Foscarini (* 4. Februar 1696 in Venedig; † 31. März 1763 in Pontelongo) war der viertletzte Doge von Venedig. Er regierte von seiner Wahl am 31. Mai 1762 bis zu seinem Tod nur zehn Monate lang. Seine Bedeutung speist sich allerdings weniger aus seinem Dogenamt, als aus seinem Jahrzehnte anhaltenden politischen und gesellschaftlichen Einfluss. Zuvor war er einerseits als Botschafter in Wien, Rom und Turin tätig; andererseits war er Autor einer Reihe von Schriften. 1735 wurde er zum offiziellen Geschichtsschreiber der Republik Venedig bestellt, die allerdings seit Jahrzehnten keine bedeutende politische Rolle mehr spielte und neutral zu bleiben versuchte.
Foscarini ist einer derjenigen Dogen, bei denen die Wahl zwar als krönender Abschluss eines verdienstvollen Lebens gelten kann, doch dies würde seine dominierende Rolle in der Politik, die er ab 1740 einnahm, unterschätzen. Dabei war er Verfechter einer äußerst konservativen, aus der Kultur- und Institutionengeschichte abgeleiteten Politik, die fast ein Vierteljahrhundert lang die Geschicke Venedigs dominierte, die Vorherrschaft der einflussreichsten Familien mit ihrem Klientelsystem weiter verfestigte, und die den Staatsinquisitoren mit ihren willkürlichen, und oft im Geheimen getroffenen Entscheidungen ein enormes Gewicht verlieh. Die hinter ihm stehenden Familien wehrten fast alle Reformversuche ab, zuletzt 1752, und noch während seiner Amtszeit verhinderte er eine Reform der Universität Padua.

## Familie

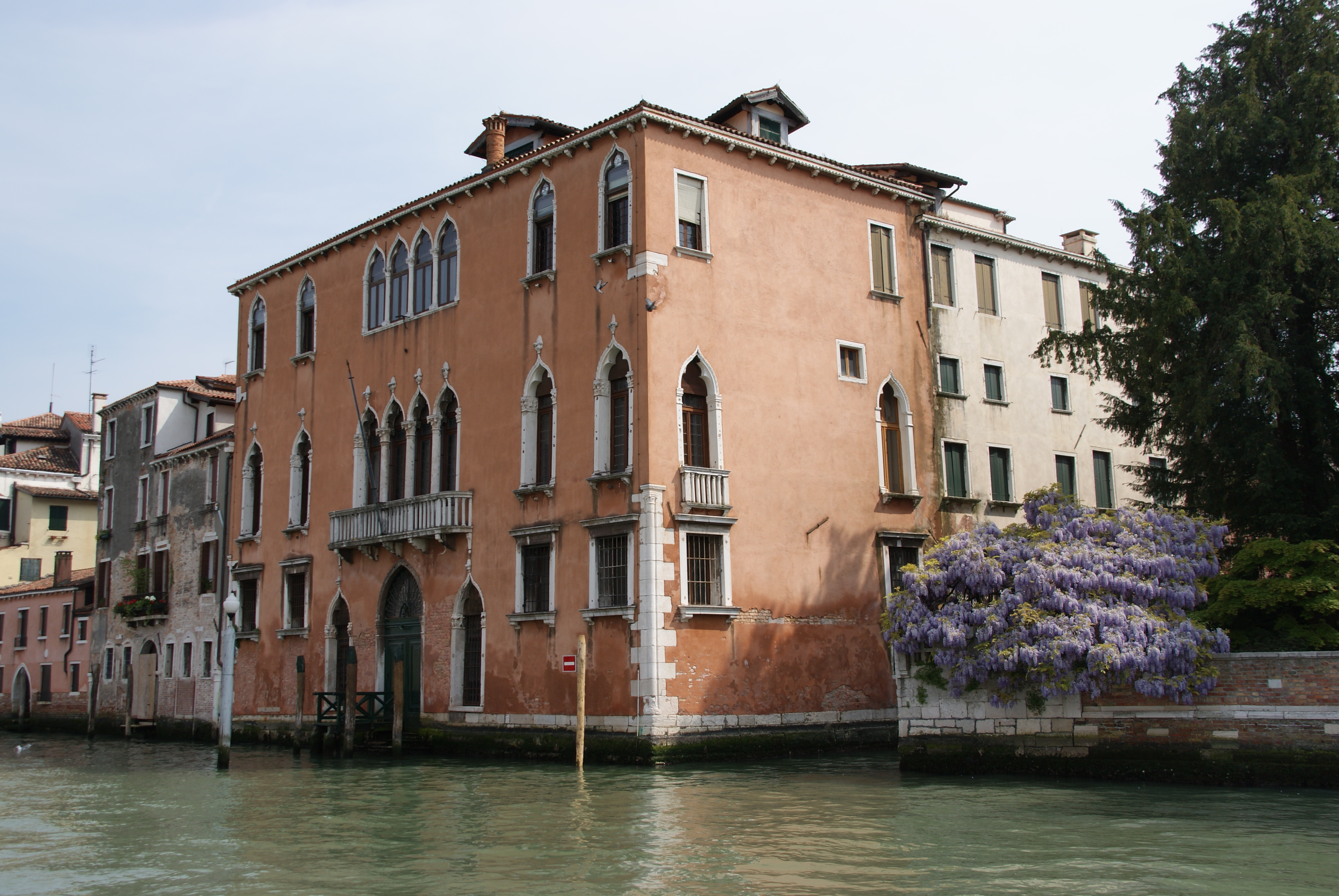
Der Palazzo Foscarini Giovanelli am Canal Grande, unweit der Kirche San Stae, in dem Foscarini ursprünglich lebte

Die Familie Foscarini gehörte erst seit dem Ende des 16. Jahrhunderts zu den mit Privilegien, aber auch Verpflichtungen ausgestatteten Patriziern Venedigs, wenn sich die Familie auch nach Roberto Cessi bis ins 10. Jahrhundert zurückverfolgen lässt. Marco Foscarini gehörte zu den Foscarini von S. Stae, die einen Palast in der Nähe der Kirche San Stae am Canal Grande besaßen.
In den 1660er Jahren waren die Foscarini von S. Stae, also die väterliche Seite Marco Foscarinis, dem Untergang nahe. Nicolò, Bruder seines Urgroßvaters, war durch den Rat der Zehn verbannt worden. Er starb im Exil in Mantua. Sein gleichnamiger Großvater war von einem anderen Adligen im Zuge einer Streitigkeit ermordet worden. Doch dem Großonkel Sebastiano Foscarini, der mehrfach als Botschafter tätig war, und dem Vater Nicolò gelang es, das Ansehen der Familie wiederherzustellen. Dies allerdings war nur durch einflussreiche Verwandte zu bewerkstelligen, wie den späteren Dogen Carlo Ruzzini, der ein Bruder der Großmutter väterlicherseits war. Hilfreich war auch das erhebliche Vermögen der Familie. Es hieß, Nicolò sei nur „per soldi“, also mittels Schmiergeldzahlungen, zum Prokurator von San Marco erhoben worden. Nicolò heiratete Eleonora di Marco Loredan aus der Gemeinde San Marcuola.

## Leben

### Ausbildung, erste Veröffentlichungen
Marco Foscarini wurde im Februar 1695 more veneto, also 1696, als zweiter Sohn jenes Prokurators von San Marco Nicolò Foscarini und der Eleonora Loredan geboren. Seinen Vornamen erhielt er nach dem Großvater mütterlicherseits.
Die Aufgabenverteilung zwischen Alvise, dem älteren Bruder, und Marco Foscarini wurde frühzeitig festgelegt. Alvise oblag es, die Vermögensverwaltung zu übernehmen und durch eine standesgemäße Hochzeit die Stellung der Familie innerhalb Venedigs abzusichern, während Marco für eine politische Karriere vorgesehen war. Er besuchte das Jesuitenkolleg S. Francesco Saverio in Bologna.
Nach seiner Rückkehr nach Venedig bereitete er sich auf seine politische Tätigkeit vor, indem er traditionsgemäß accademie veranstaltete. Diese Versammlungen geistreicher Männer fanden etwa in der Bibliothek des Vaters statt. Anlässlich eines solchen Zusammentreffens verfasste er einen Discorso sulla necessità della storia e della facoltà di ben dire per gli uomini di Repubblica, den er seinem Vater widmete. Darin ging es um die Bedeutung der Geschichte und der angemessenen Ausdrucksweise sowie Redegewandtheit für die Männer der Republik, womit er vor allem die führenden Männer aus den patrizischen Familien meinte. Seine beiden wesentlichen Interessen neben der Politik lagen auf diesen beiden Feldern, nämlich der Geschichte und der Rhetorik. Letztere war im Rahmen der schrumpfenden Führungsgruppe, die die adligen Familien Venedigs darstellten, von besonderer Bedeutung, um überhaupt einen Konsens erzielen zu können. Die Ausrichtung der Politik sollte aber nach den historischen Erfahrungen der Republik Venedig erfolgen, oder, noch weiter gehend, sollte diese Geschichtsschreibung an die Bedürfnisse der Führungsgruppen angepasst werden.
Der Rhetorik wandte sich Foscarini mit einer weiteren Schrift zu, die den Titel Della improvvisa eloquenza trug, etwa: Über die Stegreifrede. Er widmete sie Giovan Antonio Marco Ruzzini, der der Familie sehr nahe stand. Allerdings verfasste Foscarini nur den ersten Teil seiner Improvvisa eloquenza.
Foscarini selbst sprach in der Öffentlichkeit und auch in seinen Reden Venezianisch, auch wenn die Sprache, im Gegensatz zum Toskanischen, ungenormt blieb. Für ihn war die Rhetorik der Maßstab der inneren Freiheit, das Mittel, um das Volk zu leiten, externe Konflikte zu mildern und die Freiheit Italiens zu schützen, wie er vor dem Senat verkündete.

### Ämterlaufbahn, weitere Schriften
Nachdem er im Jahr 1721 das für den Eintritt in den Großen Rat erforderliche Mindestalter erreicht hatte, übernahm er eine der typischen Anfängerpositionen, denn er wurde zum Savio agli Ordini gewählt, eine Position, die schon seit langer Zeit zum Sprungbrett für jede Art von politischer Karriere avanciert war. Seine Schreibtätigkeit gab er aber keineswegs auf. Sein Opus Della perfezione della Repubblica veneziana (das erst 1983 veröffentlicht wurde) widmete er Michiel Morosini, dem Neffen des Dogen Francesco, der im Collegio dei savi saß, dem machtvollsten Gremium der Stadt.
Nach dem Frieden von Passarowitz (1718), der den Verlust der Morea, also der Peloponnes, und den endgültigen Verlust der Vorherrschaft im östlichen Mittelmeerraum zur Folge hatte, schrieb Foscarini dieses Fiasko diffusen Vorstellungen politisch unglücklicher Verhältnisse und Ereignisse zu. Seine Grundannahme, dass die Regierungsform Venedigs immer die gleiche und damit die richtige gewesen sei, wurde davon keineswegs erschüttert. Es sei richtig, wie seit jeher, den Gesetzen zu folgen, die regulierte Autorität der Stände aufrechtzuerhalten. Eine wohlgeordnete Ämterstruktur auf der Grundlage der ewigen Tugend der Aristokratie sei weiterhin fundamental, ebenso wie die Gerechtigkeit und die Weisheit, die Ehrenhaftigkeit und vor allem das Wissen um die eigene Vergangenheit. Dabei waren Mäßigkeit und Tapferkeit die wichtigsten Tugenden der Republik. Ihre Neutralität sollte nicht als Schwäche vorgetragen werden, sondern als eine aus der Tugend hervorgehende Entscheidung.
Mit den üblichen zeitlichen Unterbrechungen wurde Foscarini von 1724 bis 1731 ins Collegio als Savio di Terraferma gerufen – er war also zuständig für das venezianische Festland Oberitaliens –, was ihn nicht davon abhielt, eine Reihe weiterer Schriften zu verfassen. Darunter befanden sich Di quanto è opportuno a promuoversi alla corte di Roma per onore e per utile della Repubblica veneta, eine Schrift zum Verhältnis zur römischen Kurie, Sulla difesa degli Stati d'Italia per la parte di mare, Delle franchigie concesse agli ambasciatori esterni residenti in Venezia. Diese Schriften wurden ebenfalls erst spät, nämlich zwischen 1853 und 1863 veröffentlicht. Noch später publiziert wurde Sopra le esecuzioni dei dazi agli ambasciatori dei principi stranieri, denn sie erschien erst 1983. Auch verfasste er lateinische Gedichte, wie Coralia. Foscarini wurde von Antonio Conti (1677–1749), Francesco Algarotti, Carlo Lodoli, dann Samuel von Pufendorf und anderen Geistesgrößen beeinflusst, ebenso wie von Paolo Sarpi und John Locke oder dem ‚Atheisten‘ Francesco Griselini.

### Botschafter am kaiserlichen Hof (ab 1732)
1732 reiste Foscarini als Botschafter an den Hof Kaiser Karls VI., eine Aufgabe, auf die er sich anhand früherer Aufzeichnungen akribisch vorbereitete. Auch in dieser Zeit schrieb er, darunter eine Schrift, in der er den dauerhaften Frieden mit den Osmanen rechtfertigte. Dabei wollte er das erste Buch einer Geschichte Kaiser Karls Carlo Ruzzini widmen, doch starb der Doge. So widmete er sein Werk wiederum Karl, dem er auch schon sein Werk über Stegreifreden gewidmet hatte.
Überraschenderweise sollten darin nicht die üblichen Haupt- und Staatsaktionen eine Rolle spielen, sondern ihm schwebte eine Geschichtsschreibung vor, die sich um die Gebräuche des Kaisers drehte, um die ihn umgebenden Männer und die Art, wie sie ihre Aktivitäten umsetzten. Auch hier wollte er den Kontrast zu Venedig mit seinen guten Gesetzen herausschälen.

### Staatlicher Geschichtsschreiber (ab 1735)

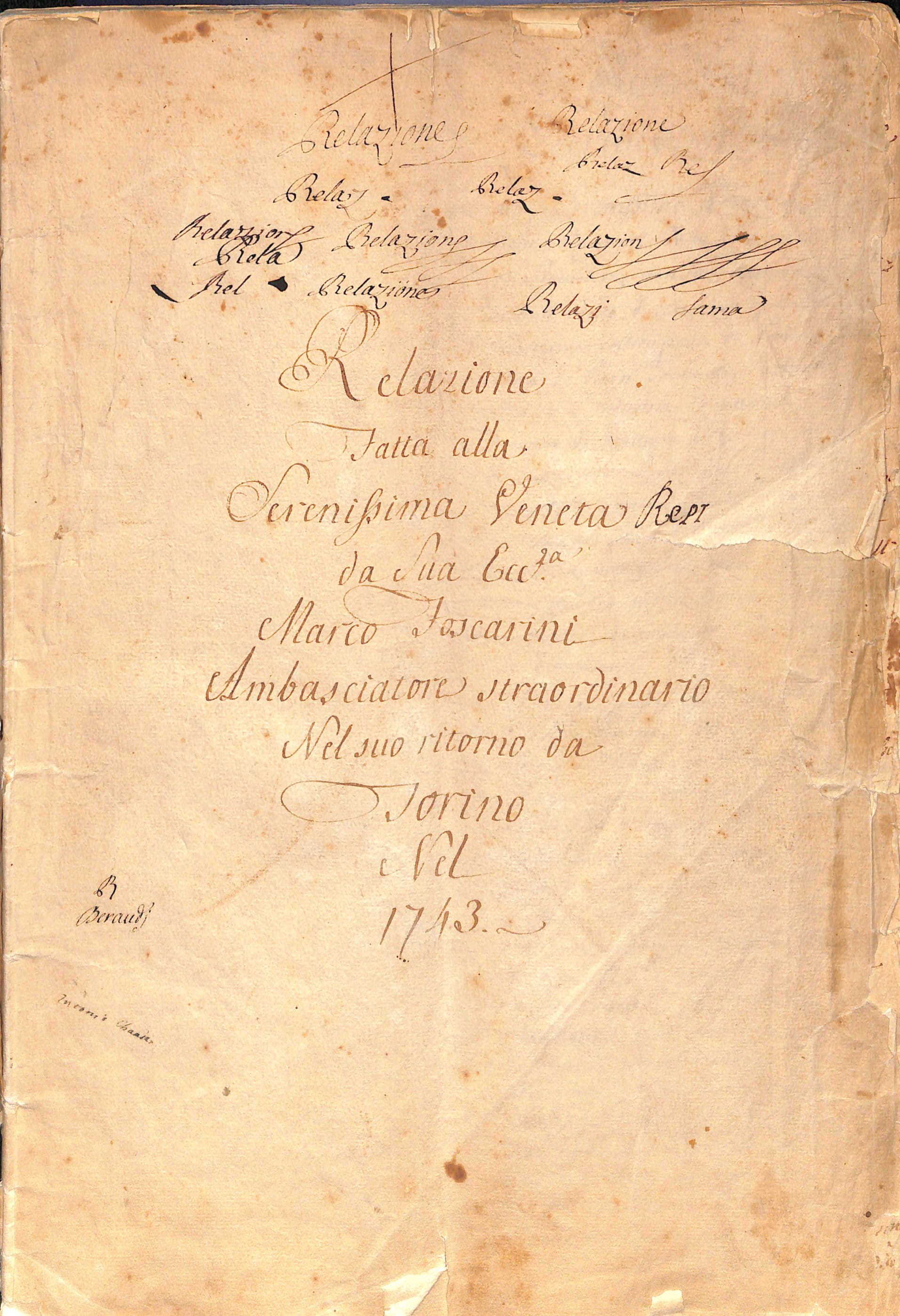
Die Relazione Foscarinis, die er nach seiner Rückkehr aus Turin ablieferte

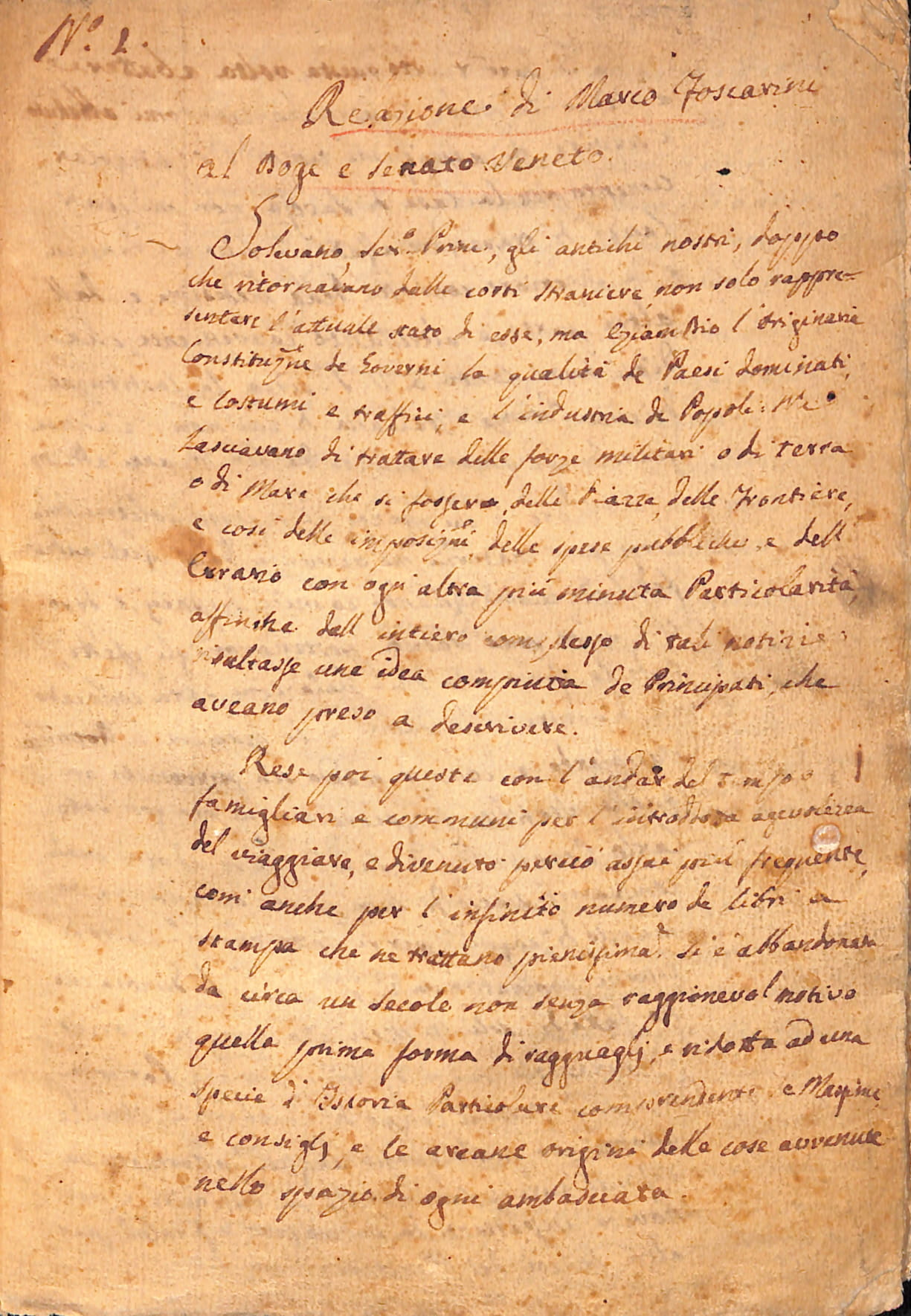
„Relazione di Marco Foscarini al Doge e Senato Veneto“

1735 wurde er als staatlicher Geschichtsschreiber vom Rat der Zehn eingesetzt, nachdem sein Vorgänger in diesem Amt Piero Garzoni gestorben war. Sogleich machte er sich, nach Rücksprachen mit Antonio Conti sowie drei Briefen an Domenico Passionei, Scipione Maffei und einem weiteren Korrespondenten, an das gewaltige Werk.
Foscarini befürwortete eine Geschichtsschreibung von größerer gesellschaftlicher Wirksamkeit in einer Sprache, dem Venezianischen, und einer Darstellungsweise, die den meisten Lesern geläufig war. Sie sollte, auf der Höhe der Zeit, dennoch auch den propagandistischen Zwecken der staatlichen Geschichtsschreibung dienen. Dabei sollte keineswegs, wie so oft, die Staatsräson im Mittelpunkt stehen, denn die angeblich überragende Rolle menschlicher Vernunft spielte für ihn nicht die Hauptrolle. Die meisten der großen Veränderungen hätten demnach ihre Ursache nicht in den Fähigkeiten der Staatslenker, sondern vielfach seien es kleinste Vorgänge. So sollte ein kontinuierliches Gewebe von Handlungen entstehen, die weniger Prinzipien oder Theorien ihren Ursprung verdankten, als vielmehr der jeweils aktuellen Vernunft der Akteure. Für ihn war es daher zentral, zusammen mit den innerhalb des Staates waltenden Tatsachen auch solche im Ausland zu behandeln, um daraus einen einzigen Zusammenhang zu bilden. Dabei spielten Institutionen eine zentrale Rolle.

### Botschafter in Rom, Kulturgeschichte (1737–1740), Verhandlungen in Turin (1741)
Foscarini – von 1737 bis 1740 Botschafter in Rom – gab die traditionelle politisch-diplomatisch-militärische Geschichtsschreibung auf, als der Rat der Zehn ihm die Aufgabe übertrug, das Geschichtswerk Garzonis für die Jahre ab 1714 fortzusetzen. So entstand eine Art Kulturgeschichte Venedigs bis in die Mitte des 18. Jahrhunderts. Davon gab er eine Probe in seiner Schrift Ragionamento intorno alla rinascenza e al decadimento de' buoni studii d'Italia e particolarmente in riguardo alla letteratura della nobiltà veneziana, die er gegen Ende seiner Zeit in Rom redigierte. Um diese Zeit erschien auch sein den Neffen Sebastiano und Giovanni gewidmetes Werk Rime di sessanta gentiluomini veneziani, dessen Autograph in der Österreichischen Nationalbibliothek erhalten ist. Die Stadt mit ihren Möglichkeiten, antiquarische Werke zu erstehen, aber auch ihre Bibliotheken zu nutzen, bereicherte nicht nur seinen Wissensstand, sondern auch seine private Bibliothek.
Gegen Ende seiner Amtszeit in Rom gelang es ihm, den Weg für die Wiederaufnahme der diplomatischen Beziehungen zwischen der Republik Venedig und dem Königreich Sardinien zu ebnen. Er selbst besiegelte diese Beziehung als Sonderbotschafter 1741 in Turin. Die ralazione, der Abschlussbericht, den er 1742–1743 dem Piemont-Savoyen des Königs Karl Emanuel III. widmete, stellt eines der Meisterwerke der Diplomatentradition dar. Im Mittelpunkt seiner Betrachtung steht darin nicht das Problem der Stellung des Königreichs in der ersten Phase des Erbfolgekriegs, sondern die „ottimi ordinamenti“, die Viktor Amadeus II. dem Staat Savoyen gewährt hatte. Dabei ist Foscarini in erster Linie von Erhebung und Verteilung der öffentlichen Gelder im Rahmen eines einfachen Wirtschaftssystems beeindruckt, eines Systems, das die Einnahmen des Königreichs verdoppelt habe.

### Dominanz Foscarinis (ab 1740)
Nach fast einem Jahrzehnt im Ausland wurde Foscarini wieder zum Savio del Consiglio, der wichtigste Ratssitz in Venedig, aber er wurde zugleich auch – wie üblich auf Lebenszeit – zum Procuratore di S. Marco per merito, also ausdrücklich für seine Verdienste, gewählt. In den nächsten beiden Jahrzehnten saß er regelmäßig auf besagtem Ratsposten, erlangte aber auch einflussreiche Ämter, wie das eines Riformatore dello Studio di Padova, womit er für die Universität Padua verantwortlich war. Dann wurde er Deputato alla Pubblica Libreria, eine Zentralbibliotheksaufgabe, die ihm sehr lag, aber auch ökonomisch bedeutsame Aufgaben, wie die eines Savio alla Mercanzia oder eines Deputato alla Provvision del danaro, lehnte er keineswegs ab.
1743 bezeichnete ihn der französische Botschafter, der Comte Pierre François de Montaigu (1692–1764, Botschafter 1743–1749), bzw. sein Sekretär Jean-Jacques Rousseau, als „homme de beaucoup de mérite et d'un grand crédit dans la République“, also als ‚Mann großer Verdienste und mit großem Vertrauen in der Republik‘, als ‚Feind des Prokurators Emo‘, vor allem aber als „chef d'un parti“, nämlich der Partei der Signori, der vermögendsten Familien der Stadt und ihrer Klientel. Zutreffend erkannte der Franzose, dass Foscarini die beherrschende Figur in der venezianischen Politik geworden war, sieht man von den Jahren 1750 bis 1751 ab. In diesem Zeitraum, häufig als Krise von Aquileia bezeichnet, verbanden sich unter Führung Giovanni Emos (1670–1760) zahlreiche Adlige, die eher den unteren und mittleren Familien angehörten, gegen den Prokurator, konnten sich jedoch nicht dauerhaft durchsetzen. Diese Gruppierung von kleinen und mittleren Adligen um Giovanni Emo bestand schon seit den 1720er Jahren und versuchte der wachsenden Verarmung und der Verkrustung der gesellschaftlichen Strukturen im Rahmen des Adelsregiments entgegenzuwirken.
Während dieser Zeit wurde Foscarini zwei Jahre lang nicht als Savio del Consiglio bestätigt. Er hatte Muße, sich seinem Hauptwerk Della letteratura veneziana zu widmen, dessen erster und einziger veröffentlichter Band 1752 in Padua erschien. Ab dem 7. September 1754 war Foscarini Mitglied der Accademia della Crusca in Florenz.

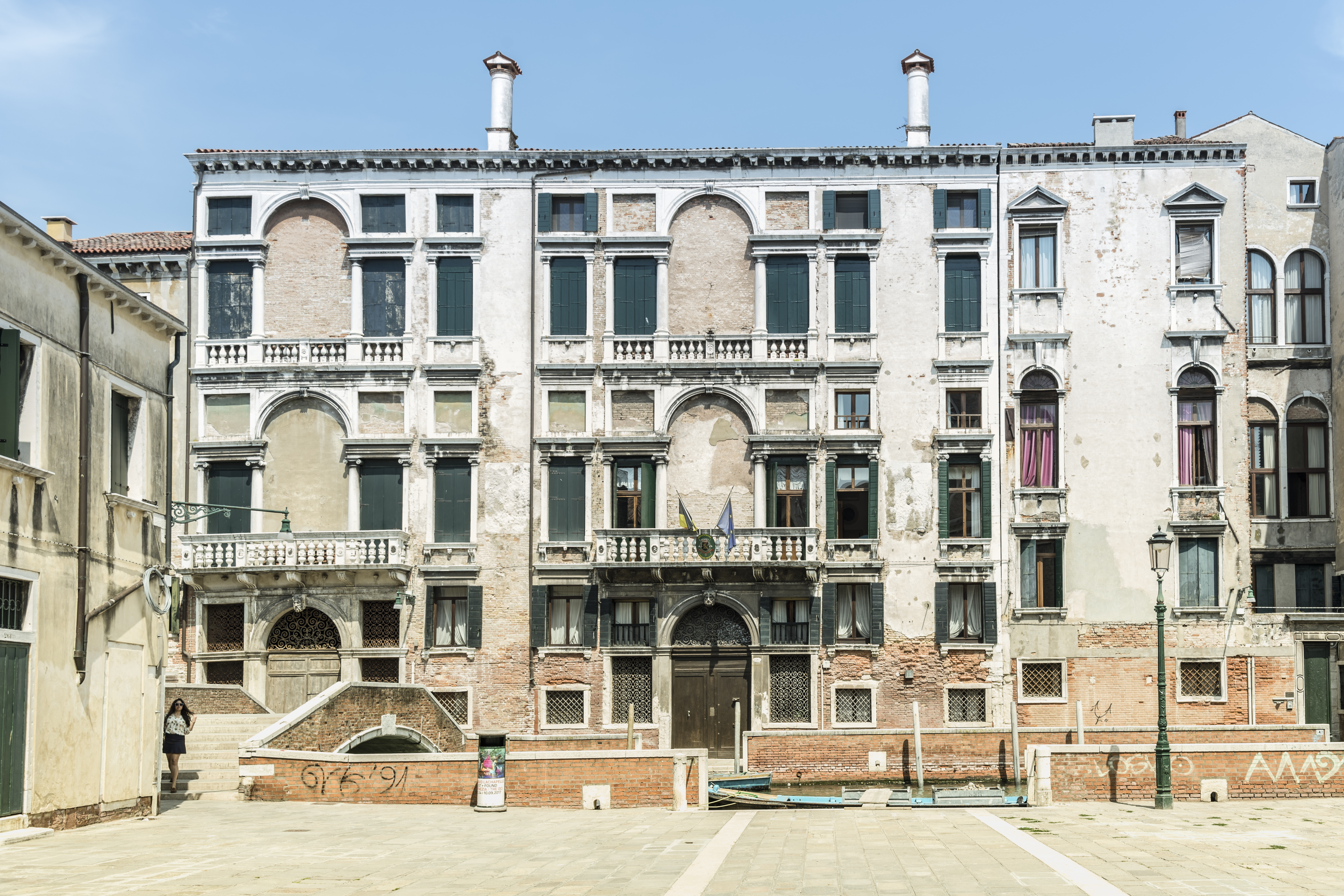
Der gewaltige Palazzo Foscarini ai Carmini in Dorsoduro an den Fondamenta Foscarini, in den Marco Foscarini wegen eines reichen Erbes 1745 umzog

Abgesehen von dieser Unterbrechung beherrschte Foscarini ab 1745 aber nicht nur die Politik und das kulturelle Leben, sondern er wurde auch äußerst vermögend. In diesem Jahr nämlich vererbte ihm ein Verwandter, der sehr reiche Pietro Foscarini ai Carmini († 1745), den Großteil seiner Besitztümer einschließlich einer Million Dukaten – unter der Bedingung, dass er den Palast von S. Stae für den der Carmini aufgeben würde. Außerdem sollte er den Namen Foscarini dai Carmini übernehmen.
Die junge Witwe Pietro Foscarinis, Elisabetta Corner, lebte mit Marco Foscarini in seinem neuen Palast. Sie soll mit allen möglichen Mitteln und unter Einsatz des Familienvermögens die Wahl Marco Foscarinis zum Dogen betrieben haben. Ob die beiden ein Paar waren, ist ungewiss.
Foscarinis historisches Werk trug zum veränderten Verständnis der Rolle Venedigs bei, das nicht mehr auf seine Waffen bauen konnte. Stattdessen rückte seine reiche kulturelle Tradition in den Vordergrund. Es entstand unter Mitwirkung von Apostolo Zeno, Girolamo Tartarotti, Marco Forcellini und insbesondere Gasparo Gozzi eine enge Verbindung von Gelehrsamkeit und Politik in einem allerdings äußerst behäbigen Werk. Ihre Haltung mündete in eine historische Begründung der Unveränderbarkeit sowohl der Stellung Venedigs in der europäisch-mediterranen Welt im Rahmen der Neutralitätspolitik, als auch nach innen.
Nach der Niederlage Giovanni Emos im März 1752 gelang es Foscarini im Dezember des Jahres sichh wieder als Savio del Consiglio bestätigen zu lassen. Er trat allerdings nunmehr weniger als Haupt einer Partei auf, als vielmehr als Moderator, mit dem Ziel selbst Doge zu werden. Als 1754 sein Neffe Sebastiano für eine stärkere Kontrolle der Tätigkeit der Kurie eintrat, unterstützte er diesen, trug aber zugleich dazu bei, bis 1758 eine Beilegung des Konflikts herbeizuführen. Foscarini wurde 1759 zum Fellow der Royal Society gewählt, nämlich als „nobleman of distinguished learning and merit“.
Diese Rolle musste er allerdings aufgeben, als Angelo Quirini, Avvogadore di Comun, auf Anordnung der Staatsinquisitoren verhaftet wurde. Dessen Anhängern gelang es, die Wahlen zum Rat der Zehn zu blockieren. Eine Sonderkommission, die Correttori delle leggi, bestand aus Foscarini und zwei weiteren Vertretern seiner Gruppe der Vermögenden, während die Anhänger Quirinis, die Chietini, nur zwei Männer darin aufbieten konnten. Foscarini gelang es, diese Gruppe des mittleren und unteren Adels zu spalten und mittels seiner Klientelpolitik an den Rand zu drängen. Am 10. März 1762 erreichte er mit einem Appell an die Gleichheit der Patrizier und ihre stabilisierende Rolle für die Republik einen Sieg. Den Vorschlag der „Quirinisti“, ihre institutionellen Führer, die Avvogadori di Comun und die Vorsitzenden (Capi) der Quarantia, des obersten Gerichtshofs, wirksamer vor den willkürlichen Eingriffen der Inquisitoren und des Rates der Zehn zu schützen, brandmarkte er als unzulässigen Versuch, einen ‚Unterschied zwischen nobili und nobili einzuführen, und als Frucht jener „insana“ Konzeption der Wandelbarkeit, die seine Gegner unter dem Namen der ‚Reform‘ ausheckten. Das seit fünf Jahrhunderten stabile System von Gewichten und Gegengewichten dürfe nicht durch die Entfernung eines ihrer Bausteine gefährdet werden. Die „triplice autorità de la razon, de la storia e de le leggi“ (‚die dreifache Autorität der Vernunft, der Geschichte und der Gesetze‘) fordere dazu auf, die Dinge so zu lassen, wie sie waren. Der Große Rat schloss sich ihm an, womit der Triumph derjenigen, die nichts ändern wollten, vollständig war.

### Wahl zum Dogen

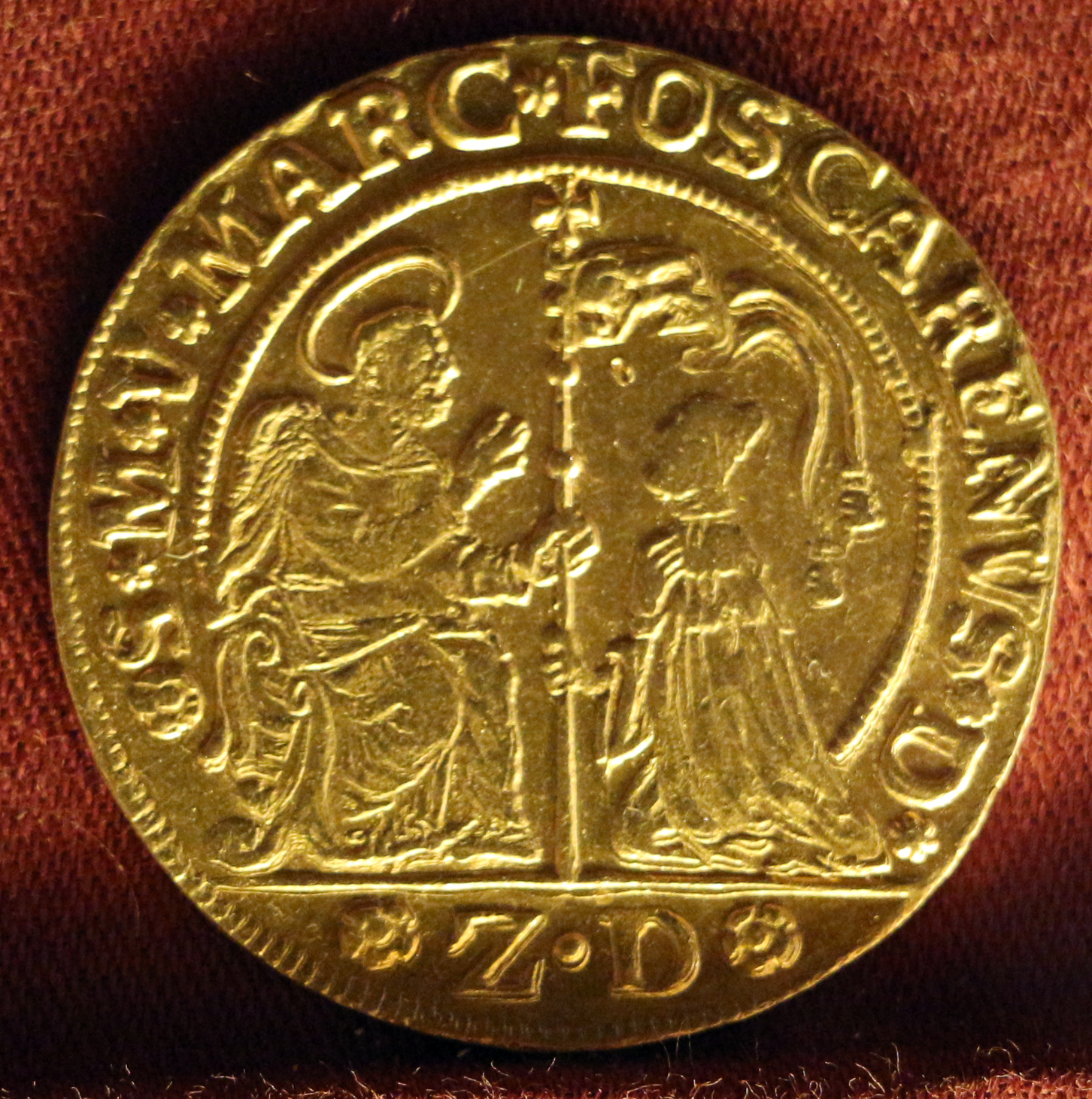
Unter Marco Foscarini geprägte Münze

Als der Doge Francesco Loredan starb, hatte Foscarini im Adel einen derartig starken Rückhalt, dass er ohne Gegenkandidaten am 31. Mai 1762 zum Dogen gewählt wurde. Doch starb er, bereits im Sommer erkrankt, am 31. März des Folgejahres nach nur acht Monaten im Amt. Er wurde im Familiengrab in S. Stae beigesetzt.
Selbst in seiner kurzen Amtszeit, die ihm nicht die Möglichkeit gab, in die Politik wesentlich einzugreifen, revidierte er noch eine Reform der Universität Padua und blieb somit seiner Politik der Reformfeindlichkeit treu.

## Tod, Begräbnisstätte

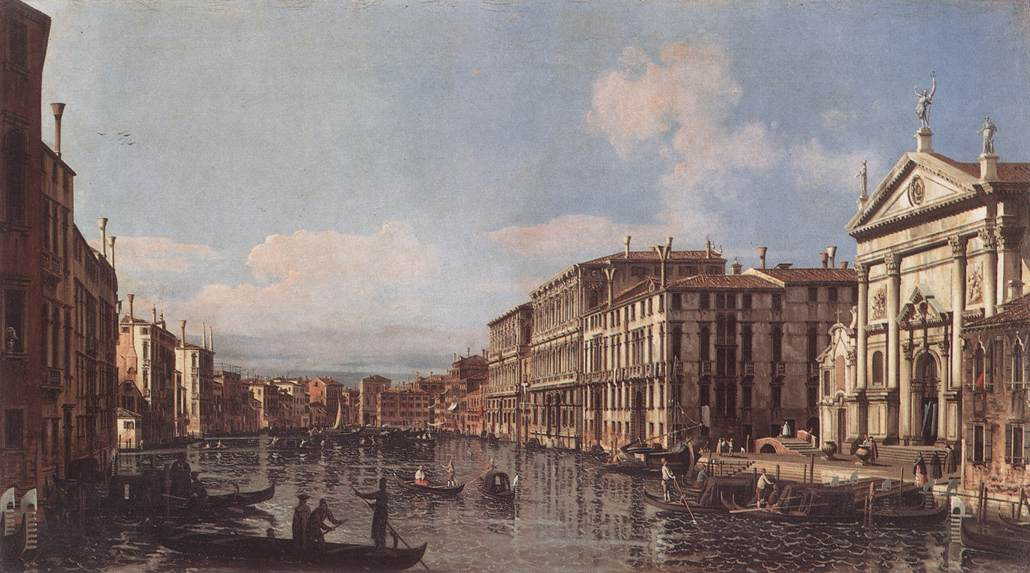
Bernardo Bellotto: Der Canal Grande, rechts die Kirche San Stae, Öl auf Leinwand, ca. 70 mal 126 cm, 1738/40, Privatsammlung

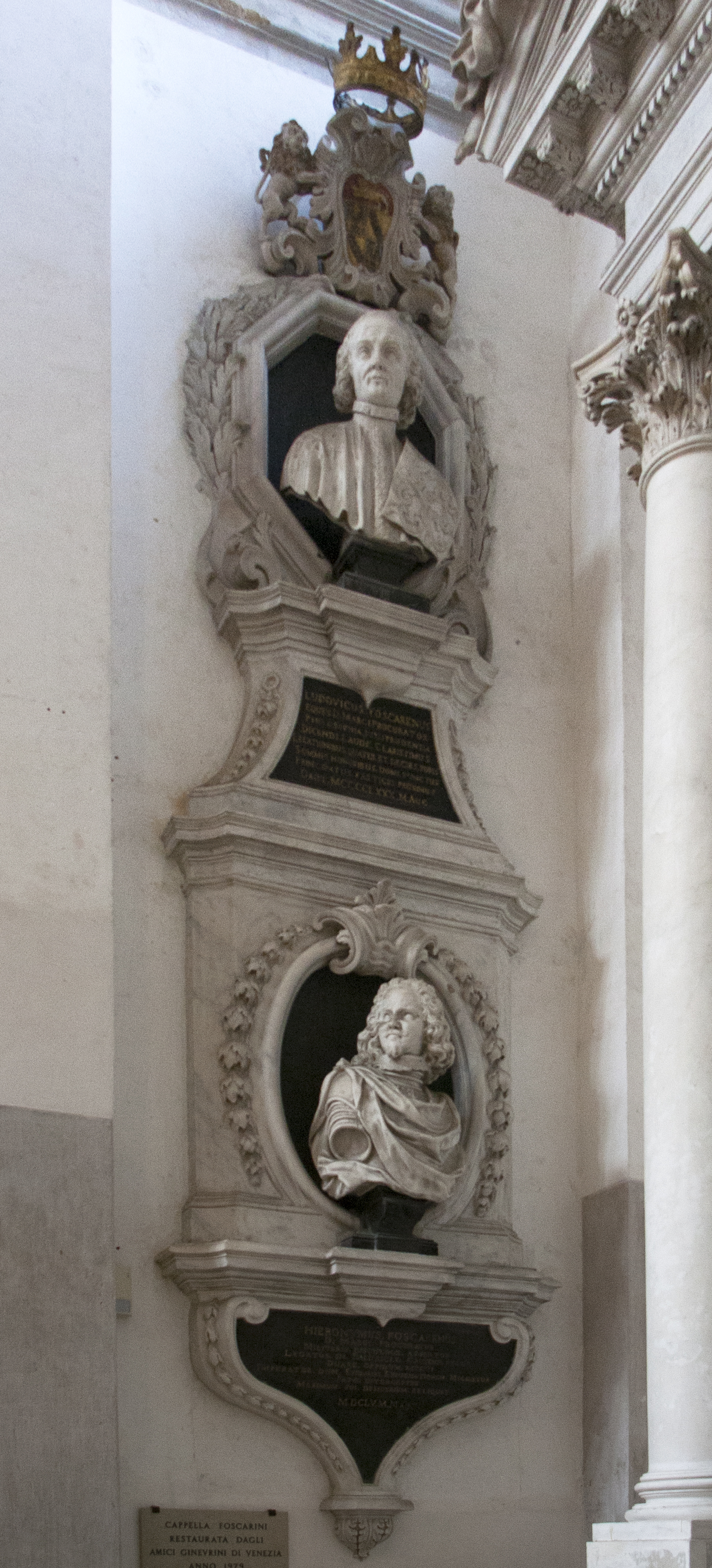
Büsten zweier Foscarini, nämlich von Ludovico (1409–1480) und Gerolamo, in San Stae; sie stammen von Antonio Tarsia (1662–1739) und Giuseppe Torretti (1664–1743)

Marco Foscarini starb am 31. März 1763. Er wurde in der Kirche San Stae begraben. Dort befand sich die Familiengrabstätte in der ersten der linken Seitenkapellen, der Cappella Foscarini. Sie ist die einzige Familienkapelle in der Kirche. Am Altar befindet sich die Skulptur Crocifisso von Giuseppe Torretti, die um 1710 entstanden war. An den Seitenwänden finden sich Skulpturen des Sebastiano Foscarini von Torretti, dann Antonio Foscarini von Antonio Tarsia, schließlich Ludovico Foscarini von Pietro Baratta und Girolamo Foscarini von Paolo Groppelli (1677–1751).

## Werke (Auswahl)
- Della letteratura veneziana libri otto, Gio. Manfrè, Padua 1752 (nur ein Band ist erschienen). (Digitalisat)
- Della letteratura veneziana ed altri scritti intorno ad essa, Venedig 1854. (Digitalisat)
- Friedrich Hurter (Übersetzer): Marco Foscarini's (venezianischen Gesandtens am Turiner Hof und nachmaligen Doge's von Venedig) Gesandtschaftsbericht an den venezianischen Senat über den Zustand der Savoy'schen Macht im Jahre 1743, Huber und Compagnie, St. Gallen 1817. (Google Books)
- Storia arcana ed altri scritti inediti di Marco Foscarini aggiuntovi in catalogo dei manoscritti storici della sua collezione, Florenz 1843. (Digitalisat)